# Jewgienij Sizienko
Jewgienij Iwanowicz Sizienko (ros. Евгений Иванович Сизенко, ur. 25 września 1931 we wsi Łukjanowo w obwodzie wołgogradzkim, 26 września 2016 w Moskwie) – radziecki polityk.

## Życiorys
Od 1953 należał do KPZR, 1954 ukończył Moskiewską Akademię Rolniczą im. Timiriaziewa, w której 1954-1960 był wykładowcą. Od czerwca do października 1954 pracował jako agronom w kołchozie, 1955-1956 był sekretarzem Komsomołu Moskiewskiej Akademii Rolniczej, od 1957 asystent i wykładowca katedry organizacji socjalistycznych przedsiębiorstw rolniczych tej akademii. Od 1960 funkcjonariusz partyjny, 1970-1978 sekretarz Komitetu Obwodowego KPZR w Moskwie, od 19 września 1978 do 28 stycznia 1984 I sekretarz Komitetu Obwodowego KPZR w Briańsku, od stycznia 1984 do listopada 1985 minister przemysłu mięsnego i mleczarskiego ZSRR, 1985-1989 I zastępca przewodniczącego Państwowego Komitetu Agroprzemysłowego - minister ZSRR. Od 21 czerwca 1989 do 14 lipca 1990 I zastępca przewodniczącego Rady Ministrów RFSRR, 1981-1990 członek KC KPZR, od lipca 1990 na emeryturze. Deputowany do Rady Najwyższej ZSRR 10 i 11 kadencji.

## Odznaczenia
- Order Lenina
- Order Rewolucji Październikowej
- Order Czerwonego Sztandaru Pracy (dwukrotnie)